# Kormakítis
Kormakítis (grec moderne : Κορμακίτης ; turc : Korucam), est un petit village sur la côte septentrionale de Chypre - dans la zone occupée par l'armée turque - aussi appelée République turque de Chypre du Nord. Ce village est le centre historique de l'Église maronite chypriote. Le Cap Kormakitis est nommé d'après ce village.
Avant la guerre de 1974, le village comptait environ un millier d'habitants. Les Maronites de Kormakitis parlent un dialecte singulier de l'arabe.